# 新愛丁堡 (阿肯色州)
新愛丁堡（英語：New Edinburg）是位於美國阿肯色州克里夫蘭縣的一個人口普查指定地區。

## 地理
新愛丁堡的座標為33°45′26″N 92°14′19″W / 33.75722°N 92.23861°W，而該地最高點為海拔高度88米（即289英尺）。

## 人口
根據2010年美國人口普查的數據，新愛丁堡的面積為8.30平方千米，當中陸地面積為8.30平方千米，而水域面積為0.00平方千米。當地共有人口134人，而人口密度為每平方千米16人。